# Імплантація зубів
Імплантація зубів − вживлення штучно виготовленого кореня зуба в кісткову тканину щелепи, надалі зрощенням (остеоінтеграцією) та протезуванням на них.

## Історія
Історія імплантації бере свій початок з 50-х років ХХ століття. Молодий вчений Пітер-Інгвар Бронемарк під час вивчення процесу кровотворення прикріпив оптичний компонент в корпусі із титану до ноги кролика, що дозволило йому вивчати мікроцеркуляцію в кістковій тканині за допомогою мікроскопа.
Коли робота по вивчені мікроцеркуляції була успішно завершена, настав час видалити оптичний елемент в металевому корпусі з кістки, і він виявив, що кістка та титан стали майже нероздільні.
«Після цього, казав Бронемарк, ми змінили наш напрямок роботи і спрямували свої знання на дослідження можливостей організму взаємодіяти з титаном»
Вже в 1965 р почались клінічні дослідження. Першим заімплантованим добровольцем став Геста Ларссон, Швеція, Професор Пітер-Інгван Бронемарк успішно встановив йому дентальні імплантати. Він перестав відчувати біль при жуванні та розмові, та можливість жити повноцінним життям.
На початку 20 століття створено ряд імплантатів з різноманітних матеріалів. Одним з перших успішних імплантатів була система імплантатів Greenfield 1913 року (також відома як ліжечко або кошик Greenfield). Імплантат Грінфілда, іридіоплатиновий імплантат, прикріплений до золотої коронки, показав ознаки остеоінтеграції і проіснував кілька років.
У наш час про імплантат-копію зуба повідомлялося ще в 1969 році, але поліметакрилатний аналог зуба був інкапсульований м’якою тканиною, а не остеоінтегрований.

## Показання до імплантації зубів
Кожна людина, яка втратила один або декілька зубів в результаті різних травм, хвороб або руйнування зубів, автоматично стає кандидатом на зубну імплантацію. Якщо відсутні один, декілька або всі зуби, зубна імплантація допомагає відновити втрачені зуби. Люди похилого віку також можуть пройти процедуру імплантації, так як визначальним чинником здійснення імплантації є радше стан здоров'я, ніж вік.

## Переваги імплантації
- Косметична складова.

- Відновлення важливих фізіологічних функцій — запобігання негативних наслідків відсутності зубів. При втраті одного або декількох зубів, з часом, кісткова тканина стоншується і веде до деформації щелепно-лицьової системи. Імплантат ж, як і природний корінь зуба, служить надійною опорою для кісткової тканини.
- Не потребує обробки сусідніх зубів
- Дає можливість споживати будь-яку їжу, витримує навантаження при жуванні у 5-7 разів вище, ніж зубний протез.
- Виглядає як природний зуб, надає пацієнту впевненості та приємних відчуттів.

- При беззубих щелепах — допомагає позбутися від носіння повних знімних протезів;

- Якщо відсутній один або кілька зубів — не треба пиляти здорові сусідні зубчики для одягання на них мостоподібних протезів;
- Вживлення імпланта забезпечує профілактику атрофії кістки щелепи;
- імплантація не дає розвинутися щелепним деформаціям;
- Зубні імпланти забезпечують повноцінне жування їжі;
- імпланти зубів дають високий комфорт життя;
- Вживлення зубних імплантатів практично не має абсолютних протипоказань до застосування.

## Способи імплантації зубів
Їх два: одноетапний і двоетапний.
Одноетапна імплантація поєднує видалення зуба, установку імплантата та фіксацію тимчасової коронки під час одного візиту, що скорочує терміни лікування і зменшує кількість хірургічних втручань.
Одноетапна імплантація зубів включає видалення зуба (або зубів), вживлення імпланта і фіксацію тимчасової коронки — за 1 день.
Двоетапна імплантація проводиться в кілька візитів і включає:
- операцію з нарощування кісткової тканини, щоб забезпечити надійну фіксацію імпланта (якщо у пацієнта часткова або повна атрофія кістки);
- видалення зубів;
- вживлення імпланта;
- установку абатмента і коронки (після приживлення імпланта).

## Паспорт зубного імпланта
Паспорт імпланта — це офіційний документ, який пацієнт отримує після встановлення зубного імпланта. Він містить важливу інформацію, таку як:
- Назва та модель імплантаційної системи
- Довжина, діаметр та артикул імпланта
- Серійний номер та штрихкод
- Дата встановлення та дані клініки

Цей документ підтверджує справжність імпланта та є необхідним для подальшого обслуговування або заміни компонентів. У разі переїзду або звернення до іншого стоматолога, паспорт забезпечує точну інформацію про встановлений імплант.

## Види зубних імплантів

### За формою та способом фіксації
1. Гвинтові імпланти: Мають різьблення, що дозволяє вкручувати їх у кісткову тканину, забезпечуючи надійну фіксацію.[4]
2. Циліндричні імпланти: Мають гладку або текстуровану поверхню та утримуються в кістці за рахунок спеціального покриття, що покращує адгезію.
3. Імпланти системи «плато»: Складаються з горизонтальних пластин, з'єднаних у циліндр. Встановлюються методом вдавлення, що мінімізує травматизацію кістки.

### За місцем встановлення
1. Ендооссальні (внутрішньокісткові): Найпоширеніший тип, який встановлюють безпосередньо в кістку щелепи.[5]
2. Субперіостальні (підокісткові): Металевий каркас, який встановлюють під слизову оболонку над щелепною кісткою. Використовуються при недостатній висоті кісткової тканини.
3. Зигоматичні імпланти: Довгі імпланти, які кріпляться до виличної кістки. Застосовуються при значній атрофії верхньої щелепи.

### За матеріалом
1. Титанові імпланти: Найбільш поширені завдяки високій міцності та біосумісності.
2. Керамічні імпланти: Виготовлені з діоксиду цирконію, мають високу естетичність та використовуються при алергії на метали.

## Компоненти зубного імпланта
1. Імплант (штучний корінь): Встановлюється в кістку щелепи та служить основою для протезування.
2. Абатмент: З'єднує імплант з коронкою та виступає над яснами.
3. Коронка: Видима частина зуба, яка встановлюється на абатмент та відновлює функціональність та естетику зубного ряду.